# Káchabuké
Káchabuké es un personaje de la mitología talamanqueña. Se trata de una rana que Sibö involucra en la creación del árbol mágico Duluítami, que da origen al mar y otras fuentes de agua.

## Mito
Posterior a la muerte de Bulumia, Sibö envolvió el cadáver en hojas de bijagua y se la trajo para la tierra. Al llegar, Sibö busca un “asistente” para que “cuide” el cadáver de Bulumia, colocando a la ranita Káchabuké sobre el vientre de la difunta, diciéndole que debía ir a hacer un trabajo muy importante y que necesitaba que permaneciera sobre el vientre por cuatro días sin moverse de ahí y que si sucedía algo por consiguiente iba a ser su responsabilidad.
La ranita aceptó y dijo que iba a seguir sus órdenes al pie de la letra, ya que era un honor tener que cuidar  los restos de la señora Bulumia. La ranita no podía dormir bien durante las noches ya que el ruido que salía del vientre era similar al oleaje del mar, y la soledad le provocaba un miedo incesante. Pasaron los días y Káchabuké no había comido nada lo cual le tenía con un hambre gigante. Al cuarto día, Sibö hizo que pasara un abejorro alrededor de la ranita, al cual no pudo atrapar, siguiéndolo con la vista. Observó que el abejorro se estrelló contra unas ramas cercanas, en lo que no perdió tiempo  y se le abalanzó de una para comérselo, cosa que no pudo disfrutar porque de pronto escuchó un sonido del viento tratando de devolverse a donde debía estar, pero fue demasiado tarde. De pronto, vio desprenderse del vientre de Bulumia un hermoso y mágico arbolito: era el feto que se había transformado en un árbol.
Sibö llamó a este árbol Duluítami. Luego de este acontecimiento, Sibö buscó a la ranita para hablar y preguntar qué había pasado, a lo que Káchabuké respondió de forme tímida que tenía mucha hambre y en su ausencia había tenido un sueño en el cual comía y comía insectos, y en eso despertó y vio al abejorro, cosa que no desaprovechó para saciar su gran hambre. En realidad, Sibö lo que hizo fue utilizar la inocencia de Káchabuké para justificar la transformación del árbol mágico.